# Af Forsell
af Forsell var en svensk adelsätt, numera utslocknad.
Ätten af Forsell härstammade från byn Fors utanför Trollhättan, där kyrkoherden Jonas Forselius var född till en bonde år 1597. Han var gift med en dotter till kyrkoherden Gunnarus Benedicti, och de blev föräldrar till Laurentius Jonæ Forselius som var kontraktsprost i Alingsås och deltog i Jesper Svedbergs arbete med den svenska psalmboken. Gabriel Anrep uppger att han fick tio söner och flera döttrar som utspriddes i flera provinser. En av dessa söner var kapten Daniel Forsell som hoppat av sina studier vid Uppsala universitet när Karl XII uppmanade unga män att ta värvning. Likaså dennes son Josef Forsell var kapten, samt gifte sig med Maria Dorotea De Bruce, vars mor hette Hård af Segerstad.
Sistnämnda makars son Carl Gustaf Forsell (1783–1848) var överste och överdirektör för Lantmäterikontoret, samt flerfaldigt dekorerad med svenska och utländska ordnar. Han var gift med Clementia Geijer  född i släkten Geijer. År 1817 adlades han på namnet af Forsell enligt 1809 års regeringsform, och introducerades på nummer 2248. Eftersom de äldre sönerna avlidit, blev vid hans död hans yngste son Jacob Gustaf af Forsell (1831–1910) adelsman. Dennes äktenskap var utan arvingar, och ätten 2248 är numera utslocknad.

## Personer med efternamnet af Forsell
- Carl af Forsell (1783–1848), kartograf, statistiker, överste